# Șevcenko, Pervomaisk
Șevcenko (în ucraineană Шевченко) este un sat în comuna Tarasivka din raionul Pervomaisk, regiunea Mîkolaiiv, Ucraina.

## Demografie
Componența lingvistică a localității Șevcenko
     Ucraineană (85%)
     Rusă (15%)
Conform recensământului din 2001, majoritatea populației localității Șevcenko era vorbitoare de ucraineană (85%), existând în minoritate și vorbitori de rusă (15%).